# Barbara Dippelhofer-Stiem
Barbara Dippelhofer-Stiem  (* 1951 in Heidelberg) ist eine deutsche Soziologin.

## Leben
Von 1970 bis 1975 studierte sie an der Universität Konstanz (Abschluss: M.A.). Nach der Promotion 1982 an der Universität Konstanz vertrat sie 1988 einen Lehrstuhl an der Universität Marburg. Von 1990 bis 1995 war sie stellvertretende Direktorin des Forschungsinstituts Frau und Gesellschaft in Hannover. Nach der Habilitation 1994 an der FU Berlin ist sie seit 1995 Professorin an der Universität Magdeburg.
Ihre Forschungs- und Arbeitsschwerpunkte sind quantitative Methoden und Methodologie, Sozialisationsforschung, Gesundheitsforschung und Sozialberichterstattung.